# 블리츠 1941
블리츠 1941(Blitz 1941)은 모웰소프트가 개발한 실시간 전차 MMOG 게임이다.
2차 세계대전의 독·소 전쟁을 배경으로 하고있으며, 당시 등장했던 전차를 이용하여 상대 국가의 도시를 점령하는 것을 목표로 두고있다. 2002년 4월 설립된 모웰소프트는 대한민국의 한게임을 통해 2005년 1월까지 클로즈 베타 서비스를 실시한 뒤 3월부터 공개 서비스를 하였다가 중단되었다. 그 후 독일 e퓨전사를 통해 유럽으로 수출 현재 서비스 중이다.
하지만 지난 2013년 1월에 '투워닷컴'에서도 서비스를 종료함으로써, 블리츠1941은 추억의 게임이 되어버렸다. 현재는 현대시대의 전쟁을 배경으로 한 블리츠1941의 후속작 블리츠2가 정식 오픈을 준비 중이다.